# Daniel Duarte Ferreira
Daniel de Oliveira Duarte Ferreira (Marília, 20 de janeiro de 1982) é um engenheiro, servidor público e político brasileiro. Foi o Ministro do Desenvolvimento Regional do Brasil entre março e dezembro de 2022.
É Engenheiro Civil, formado pela Escola Politécnica da Universidade de São Paulo (POLI-USP), e Especialista em Gestão e Orçamento Público. Servidor público de carreira do Ministério da Economia, já atuou na Controladoria-Geral da União e no antigo Ministério das Cidades, precursor do atual MDR. Em maio de 2021, foi nomeado secretário-executivo do Ministério do Desenvolvimento Regional e, em março de 2022, com a saída de Rogério Marinho, assumiu o Ministério.